# Кофчаз (околия)
Околия Кофчаз е околия, разположена във вилает Лозенград, Турция. Общата ѝ площ е 465 км2. Според оценки на Статистическия институт на Турция през 2016 г. населението на околията е 2564 души. Административен център е град Кофчаз.

## Общини
Околията се състои от една община – Ковчаз.

## Населени места
Околията се състои от 17 населени места – 1 град и 16 села.
Град
- Ковчаз

Села
- Ахлатлъ (Ahlatlı)
- Крушево (Ahmetler)
- Долна Канара (Aşağıkanara)
- Пенчова махала (Beyci)
- Девлетиагач (Devletliağaç)
- Алмаджик (Elmacık)
- Карабалиево (Karaabalar)
- Коджатарла (Kocatarla)
- Кеширлик (Kocayazı)
- Кула (Kula)
- Малкочово (Malkoçlar)
- Татлъпънар (Tatlıpınar)
- Таштепе (Taştepe)
- Терзидере (Terzidere)
- Топчулар (Topçular)
- Горна Канара (Yukarıkanara)